# تاريخ البريد والطوابع البريدية في السودان

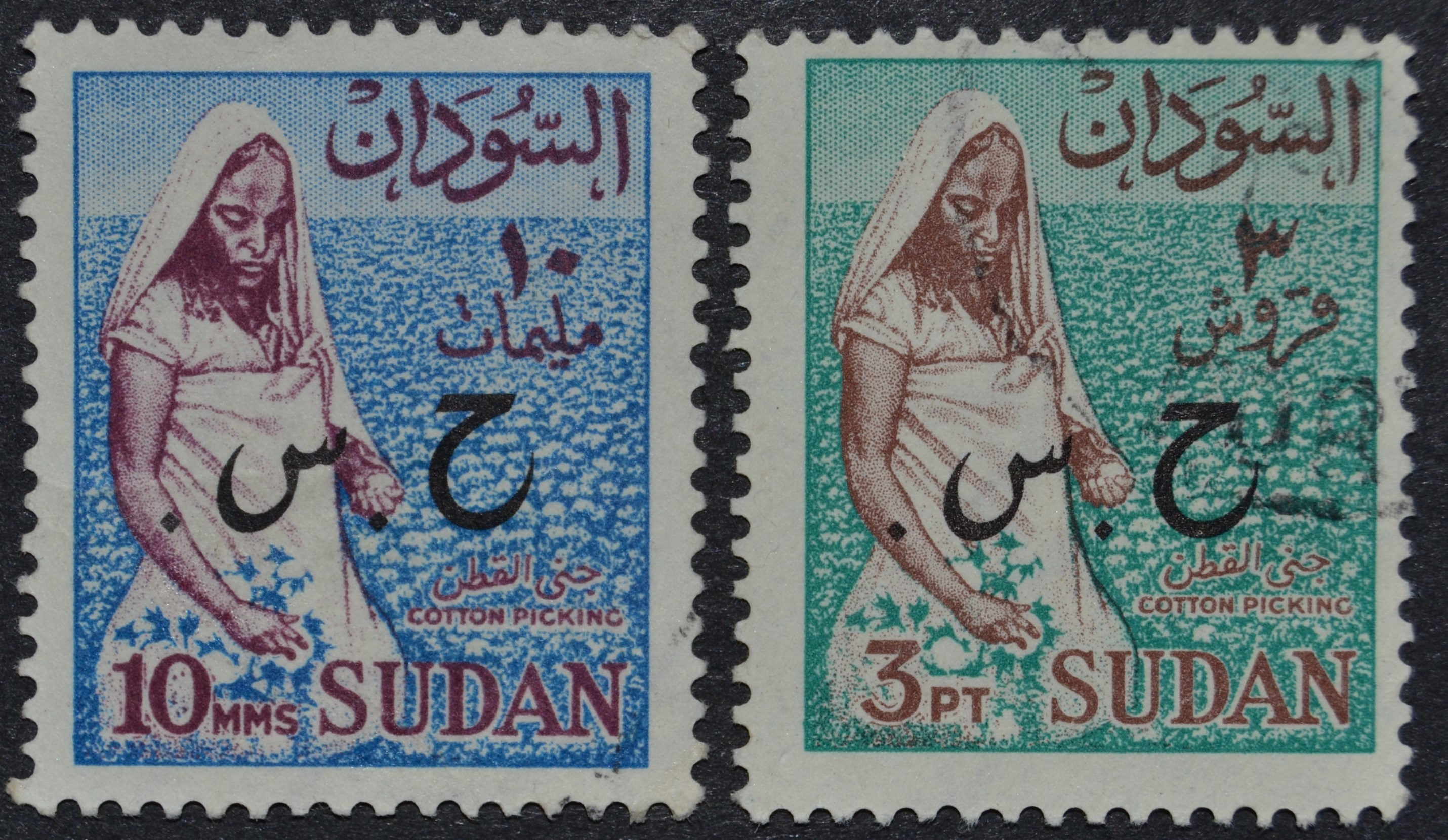
طوابع بريد من السودان

هذا مسح لتاريخ البريد والطوابع البريدية في السودان

## تاريخ البريد في السودان
تم افتتاح أول مكاتب بريد في السودان عام 1867م في سواكن ووادي حلفا، وفي 1873م تم افتتاح مكاتب للبريد في دنقلا وبربر والخرطوم، وتوالى افتتاح المكاتب ففي عام 1877م تم افتتاح مكاتب بريد في سنار وكركوج وفازوغلي والقضارف والأبيض والفاشر وفشودة (كودوك الآن).
أدت الثورة المهدية التي بدأت عام 1881م إلى إغلاق جميع مكاتب البريد السودانية التي كانت تتبع للاستعمار التركي وقتها وتم اغلاقها تماما بحلول عام 1884م، ووصلت الثورة المهدية ذروتها بعد سقوط الخرطوم في أيدي المهدي وانصاره ومقتل الحاكم البريطاني الجنرال غوردون (غوردون الخرطوم) عام 1885م، سحب البريطانيون قواتهم من السودان وتركت البلاد بلا خدمة بريدية حتى بدأت بريطانيا بإعادة فتح السودان عام 1896م، عندما بدأت الحملة في مارس من نفس العام، وتم إعادة توفير الخدمة البريدية للقوات ولكن لم يتم استخدام الطوابع.

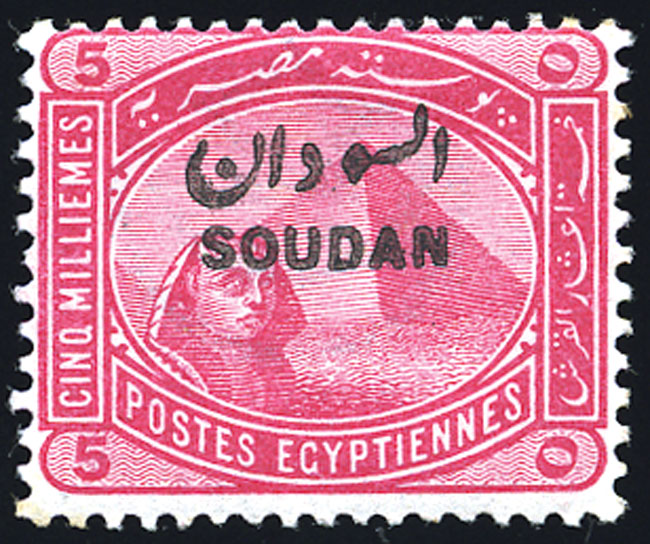
سلسلة طوابع 1897م في السودان

تم إصدار أول طوابع سودانية عام 1897م وقبل ذلك كانت الطوابع المتاحة هي الطوابع المصرية، لأن حجم البريد في ذلك الوقت لم يكن كبيرا، تمت الاستعانة بالطوابع المصرية لأن مصركانت إحدى مستعمرات بريطانيا وقتها، وبين مارس ويوليو 1885م تم استخدام طوابع البريد البريطانية 2½d و5d في مدينة سواكن بشرق السودان، كما كانت تستخدم الطوابع الهندية أيضا في سواكن وكان البريد يختم ب (Sawakin أو Souakin) بين عامي 1884 و 1899م.

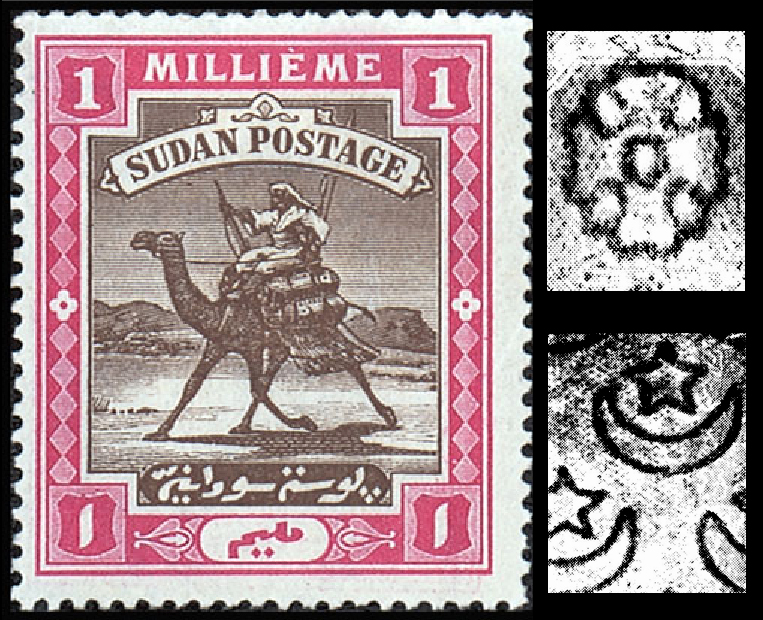
نموذج من طوابع ساعي الصحراء "Desert Postman" لعام 1898م بعلامات مائية مختلفة.

## الطوابع المؤقتة لعام 1897م
في 1 مارس 1897م تم توفيرطوابع بريدية مصرية معاصرة في مكاتب البريد السودانية مطبوعة عليها كلمة السودان باللغتين الفرنسية والعربية كانت القيم التي ظهرت هي 1 و 2 و 3 و 5 مليمات و 1 و 2 و 5 و 10 قروش، وتم إجراء الطباعة المتراكبة في المطبعة الوطنية ببولاق، القاهرة بمصر.

## قضية الجمل
في 1 مارس 1898م تم إصدار ما يسمى بالطوابع «الجمل» أو «ساعي البريد الصحراوي»، التي طبعها توماس دي لا رو وشركاه، ويعتمد تصميم الطوابع على رسم أصلي للكولونيل استانتون الودودين الذي صممه بناءً على طلب السير هربرت كيتشنر وتم اعتماد استخدام هذا التصميم في السودان لطوابعه الرسمية حتى عام 1948م.

## الطوابع التدريبية لمكتب البريد

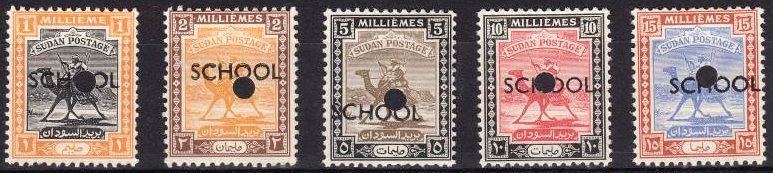
الطوابع التدريبية لمكتب البريد في السودان، مطبوعة بشكل زائد وبها ثقوب لمنع الاستخدام الرسمي

تمت طباعة عدد من الطوابع السودانية لتدريب الموظفين بمكاتب البريد طبعت عليها كلمة SCHOOL لاستخدامها حصريا بواسطة موظفي مكاتب البريد.

## القرطاسية البريدية
كانت أولى أصناف القرطاسية البريدية التي أصدرت للسودان هي البطاقات البريدية والمغلفات آجلة الدفع وصحائف الرسائل في عام 1887م، وأغلفة الصحف، وفي عام 1898م أصدرت مظاريف التسجيل لأول مرة في عام 1908م، وصدرت الرسالة الجوية المظروفة في عام 1951م.

## طوابع التلغراف

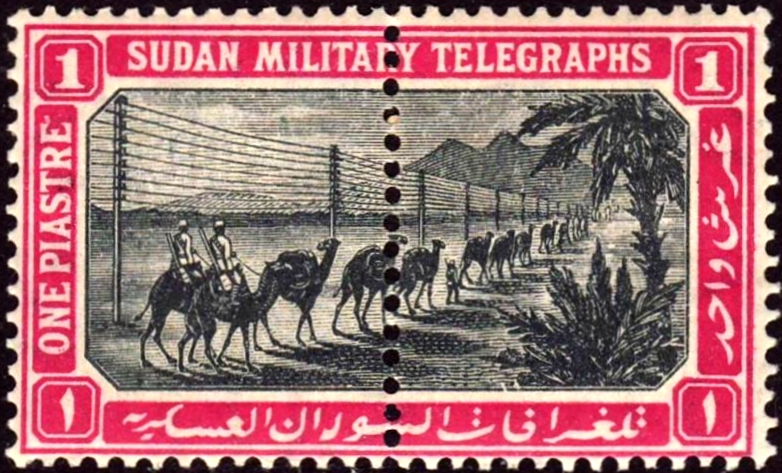
ختم تلغراف عسكري من السودان من العام 1898م.

صدرت عدد من الطوابع في عام 1898م لإستخدامها في البرق العسكري، وكانت الطوابع مقسومة من المنتصف إلى نصفين.